# Sportåret 1961

## Händelser

### Amerikansk fotboll
- Green Bay Packers besegrar New York Giants med 37 - 0   i  NFL-finalen.
- Houston Oilers besegrar San Diego Chargers med 10 – 3  i AFL-finalen.

### Bandy
- 12 februari - IK Sirius blir svenska mästare genom att vinna finalen på Stockholms stadion med 3-1 mot Edsbyns IF inför 19 190 åskådare.[1]
- 26 februari –  Sovjetunionen vinner världsmästerskapet i Norge före Sverige och Finland.[2]

### Baseboll
- 9 oktober - American League-mästarna New York Yankees vinner World Series med 4-1 i matcher över National League-mästarna Cincinnati Reds.[3]

### Basket
- 29 januari - Islands basketförbund bildas.[4]
- 11 april - Boston Celtics vinner NBA-finalserien mot St. Louis Hawks.[5]
- 8 maj - Sovjet vinner herrarnas Europamästerskap i Belgrad genom att finalslå Jugoslavien med 60-53.[6]

### Cykel
- Arnaldo Pambianco, Italien vinner Giro d'Italia
- Jacques Anquetil, Frankrike vinner Tour de France för andra gången
- Angelino Soler, Spanien vinner Vuelta a España

### Fotboll
- 6 maj - Tottenham Hotspur FC vinner FA-cupfinalen mot Leicester City FC med 2-0 på Wembley Stadium.[7]
- 27 maj - AC Fiorentina vinner den nystartade Europeiska cupvinnarcupen genom att besegra Rangers FC i finalerna.[8]
- 31 maj - SL Benfica vinner Europacupen för mästarlag genom att besegra SL Benfica med 3–2 i finalen på Wankdorf Stadion i Bern.[8]
- 11 oktober - AS Roma vinner Mässcupen genom att besegra Birmingham City FC i finalerna.[8]
- Okänt datum – Omar Sivori, Argentina/Italien, utses till Årets spelare i Europa.

#### Ligasegrare / resp. lands mästare
- Belgien - Standard Liège
- England - Tottenham Hotspur FC
- Frankrike - AS Monaco
- Italien - Juventus FC
- Nederländerna - Feyenoord
- Skottland - Rangers
- Spanien - Real Madrid
- Sverige - IF Elfsborg
- Västtyskland - 1. FC Nürnberg

### Friidrott
- 31 december - Martin Hyman, Storbritannien vinner Sylvesterloppet i São Paulo.[9]
- Eino Oksanen, Finland vinner Boston Marathon.[10]

### Golf

#### Herrar
- The Masters vinns av Gary Player, Sydafrika
- US Open vinns av Gene Littler, USA
- British Open vinns av Arnold Palmer, USA
- PGA Championship vinns av Jerry Barber, USA
- Mest vunna vinstpengar på PGA-touren: Gary Player, Sydafrika med $64 540
- Ryder Cup: USA besegrar Storbritannien med 14½ - 9½

#### Damer
- US Womens Open - Mickey Wright, USA
- LPGA Championship - Mickey Wright, USA
- Mest vunna vinstpengar på LPGA-touren: Mickey Wright, USA med $22 236

### Handboll
- 12 mars - Rumänien blir inomhusvärldsmästare för herrar genom att finalbesegra Tjeckoslovakien med 9-8 i Dortmund.[11]

### Ishockey
- 24 februari - Svenska mästare blir Djurgårdens IF genom serieseger före Skellefteå AIK och Västerås IK.[12]

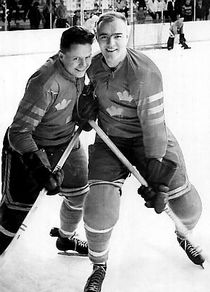
Sverige i världsmästerskapet i Schweiz.

- 12 mars - Kanada vinner världsmästerskapet i Schweiz före Tjeckoslovakien och Sovjet.[13]
- 16 april - Stanley Cup vinns av Chicago Blackhawks över Detroit Red Wings med 4 matcher mot 2 i slutspelet.[14]
- Oktober - Svenska Ishockeyförbundet inför hjälmtvång i svenskt seriespel från säsongen 1961/1962, efter alarmerande statistik från försäkringsbolagen om huvudskador, några med dödliga utgång, vid 1950-talets slut.[15]
- 8 december - Lennart "Lill-Strimma" Svedberg noterar vid åldern 17 år och 283 dagar nytt rekord för yngste spelare i  svenska landslaget, då han debuterar mot Tjeckoslovakien och dessutom gör 1-0.[16]

### Konståkning
- VM

Tävlingarna inställs sedan ett flygplan med hela det amerikanska laget samt tränare, förbundsledamöter och ledare omkommit i en flygplansolycka i Belgien 15 februari.

### Motorsport

#### Dragracing
- Jack Chrisman vinner Top Eliminator under första Winternats med NHRA:s första tid under 9 sekunder[17]

#### Formel 1
- 8 oktober - Världsmästare blir Phil Hill, USA.

#### Motocross
- Sten Lundin, Sverige blir världsmästare i 500cc-klassen.

#### Rally
- Erik Carlsson och John Brown vinner RAC-rallyt med en Saab 96.

#### Speedway
- Ove Fundin, Sverige blir världsmästare.

#### Sportvagnsracing
- Den italienska biltillverkaren Ferrari vinner sportvagns-VM.
- Olivier Gendebien och Phil Hill vinner Le Mans 24-timmars med en Ferrari 250TR 61.

### Skidor, alpint

#### Herrar
- SM
  - Slalom vinns av Peter Ristner, Östersund-Frösö SLK. Lagtävlingen vinns av Östersund-Frösö SLK.
  - Storslalom vinns av Bengt-Erik Grahn, Tärna IK Fjällvinden.  Lagtävlingen vinns av Östersund-Frösö SLK.
  - Störtlopp vinns av Tore Grahn, Tärna IK Fjällvinden. Lagtävlingen vinns av Tärna IK Fjällvinden.

#### Damer
- SM
  - Slalom vinns av Anita Olsson, Östersund-Frösö SLK. Lagtävlingen vinns av Östersund-Frösö SLK
  - Storslalom vinns av Vivi-Anne Wassdahl, IF Friska Viljor.  Lagtävlingen vinns av Östersund-Frösö SLK.
  - Störtlopp vinns av Kathinka Frisk, Djurgårdens IF. Lagtävlingen vinns av Östersund-Frösö SLK.

### Skidor, längdåkning

#### Herrar
- 5 mars - David Johansson, Delsbo IF vinner Vasaloppet.[18]

- SM
  - 15 km vinns av Sixten Jernberg, Lima IF. Lagtävlingen vinns av Oxbergs IF.
  - 30 km vinns av Sixten Jernberg, Lima IF. Lagtävlingen vinns av Lima IF.
  - 50 km vinns av Sixten Jernberg, Lima IF. Lagtävlingen vinns av Oxbergs IF.
  - Stafett 3 x 10 km vinns av Oxbergs IF med laget  Lennart Olsson, Åke Stenkvist, och Per Erik Larsson .

#### Damer
- SM
  - 5 km vinns av Barbro Martinsson, Skellefteå SK. Lagtävlingen vinns av Edsbyns IF.
  - 10 km vinns av Britt Strandberg, Edsbyns IF. Lagtävlingen vinns av Edsbyns IF.
  - Stafett 3 x 5 km vinns av Edsbyns IF med laget  Britt Strandberg,  Karin Wallberg och Gun Ädel .

### Skidskytte

#### VM
- Herrar 20 km
  - 1 Kalevi Huuskonen, Finland
  - 2 Aleksandr Privalov, Sovjetunionen
  - 3 Paavo Repo, Finland
- Stafett 3 x 7,5 km (inofficiellt VM)
  - 1 Finland (Kalevi Huuskonen, Paavo Repo & Antti Tyrvainen)
  - 2 Sovjetunionen (Aleksandr Privalov, Valentin Psjenitsyn & Dimitrij Sokolov)
  - 3 Sverige (Klas Lestander, Tage Lundin & Stig Andersson)

### Tennis

#### Herrar
- Tennisens Grand Slam:
  - Australiska öppna - Roy Emerson, Australien
  - Franska öppna - Manuel Santana, Spanien
  - Wimbledon – Rod Laver, Australien
  - US Open – Roy Emerson, Australien
- 28 december - Davis Cup: Australien finalbesegrar Italien med 5-0 i Melbourne.[19]

#### Damer
- Tennisens Grand Slam:
  - Australiska öppna –Margaret Smith, Australien
  - Franska öppna – Ann Haydon Jones, Storbritannien
  - Wimbledon – Angela Mortimer, Storbritannien
  - US Open – Darlene Hard, USA

## Evenemang
- VM i skidskytte arrangeras i Umeå, Sverige

## Födda
- 18 januari – Mark Messier, kanadensisk ishockeyspelare.
- 24 januari - Guido Buchwald, tysk fotbollsspelare och -tränare.
- 26 januari – Wayne Gretzky, kanadensisk ishockeyspelare
- 5 mars - Mats Lanner, svensk golfspelare.
- 8 mars - Peter Larsson, svensk fotbollsspelare.
- 21 mars – Lothar Matthäus, tysk fotbollsspelare och manager
- 1 april - Anders Forsbrand, svensk golfspelare.
- 13 maj - Dennis Rodman, amerikansk basketspelare.
- 1 juni - Paul Coffey, kanadensisk ishockeyspelare.
- 26 juni - Greg LeMond, amerikansk tävlingscyklist.
- 1 juli - Carl Lewis, amerikansk friidrottare.
- 15 september – Dan Marino, amerikansk fotbollsspelare i USA
- 20 september - Erwin Koeman, nederländsk fotbollsspelare och -tränare.
- 20 oktober - Ian Rush, walesisk fotbollsspelare.
- 23 oktober - Andoni Zubizarreta, spansk fotbollsspelare.
- 12 november – Nadia Comaneci, rumänsk gymnast.
- 22 november - Alemão, brasiliansk fotbollsspelare.
- 30 december - Ben Johnson, kanadensisk friidrottare.

## Avlidna
- 5 februari – Humbert Lundén, svensk seglare, ett OS-guld.
- 25 november – Claës König, svensk ryttare, ett OS-guld och ett OS-silver.
- 22 december – Gustaf Rosenquist, svensk gymnast, ett OS-guld.

### Fotnoter
1. ↑  Erik Jonsson (12 februari 1961). ”1960–1969”. Svenska Bandyförbundet. Arkiverad från originalet den 17 mars 2020. https://web.archive.org/web/20200317215222/https://www.svenskbandy.se/BANDYFINALEN/HISTORIK/Svenskamastare/Herrar/1960-1969. Läst 18 mars 2020.
2. ↑  ”World Championships 1960/61” (på engelska). Bandysidan. http://www.bandysidan.nu/event.php?EVID=87. Läst 20 augusti 2011.
3. ↑  ”1961 World Series” (på engelska). Baseball-Reference.com. http://www.baseball-reference.com/postseason/1961_WS.shtml. Läst 14 juli 2015.
4. ↑  ”Körfuknattleikssamband Íslands”. Arkiverad från originalet den 19 augusti 2011. https://web.archive.org/web/20110819121547/http://kki.is/umkki.asp. Läst 20 augusti 2011.
5. ↑  ”Basketball Reference”. http://www.basketball-reference.com/leagues/NBA_1961_games.html. Läst 25 augusti 2011.
6. ↑  ”Sport Statistics”. Arkiverad från originalet den 18 juni 2011. https://web.archive.org/web/20110618003717/http://www.todor66.com/basketball/Europe/Men_1961.html. Läst 24 augusti 2011.
7. ↑  ”England FA Challenge Cup 1960-1961” (på engelska). RSSSF. http://www.rsssf.com/tablese/engcup1961.html. Läst 19 augusti 2012.
8. 1 2 3  ”European Competitions 1960-61” (på engelska). European Competitions 1960-61. http://www.rsssf.com/ec/ec196061.html. Läst 16 augusti 2011.
9. ↑  ”1960” (på portugisiska). Sylvesterloppet. Arkiverad från originalet den 1 mars 2014. https://web.archive.org/web/20140301030919/http://www.saosilvestre.com.br/1960. Läst 19 augusti 2012.
10. ↑  ”Boston Marathon”. Arkiverad från originalet den 27 april 2015. https://web.archive.org/web/20150427035419/http://www.baa.org/races/boston-marathon/boston-marathon-history/past-champions/past-mens-open-champions.aspx. Läst 9 april 2011.
11. ↑  ”Sport Statistics”. Arkiverad från originalet den 24 augusti 2011. https://web.archive.org/web/20110824145120/http://www.todor66.com/handball/World/Men_1961.html. Läst 23 augusti 2011.
12. ↑  ”Championnat de Suède 1960/61” (på franska). Hockey Archives. 24 februari 1961. https://www.hockeyarchives.info/Suede1961.htm. Läst 15 augusti 2011.
13. ↑  ”Championnats du monde 1961” (på franska). Hockey Archives. 12 mars 1961. https://www.hockeyarchives.info/mondial1961.htm. Läst 15 augusti 2011.
14. ↑  ”NHL 1960/61” (på franska). Hockey Archives. https://www.hockeyarchives.info/NHL1961.htm. Läst 23 mars 2020.
15. ↑  Hockeysommar, Tabergs tryckeri AB 1996
16. ↑  Norlin, Arne. Hockey - de tuffa lirarnas spel. Rabén & Sjögren
17. ↑  No. 23: Jack Chrisman Arkiverad 6 juli 2008 hämtat från the Wayback Machine., National Hot Rod Association; skriven 2001, läst 4 mars 2008.
18. ↑  ”Historiska segrare”. Vasaloppet. Arkiverad från originalet den 22 mars 2020. https://web.archive.org/web/20200322121012/https://www.vasaloppet.se/wp-content/uploads/sites/1/2019/09/historiska_segrare_vasaloppet_sve_2019-09-18.pdf. Läst 5 september 2011.
19. ↑  ”Davis Cup”. http://www.daviscup.com/en/results/tie/details.aspx?tieId=10000634. Läst 20 augusti 2011.